# Microblading
Il microblading è una tecnica di tatuaggio cosmetico, in cui viene utilizzato un piccolo strumento composto da minuscoli aghi, per aggiungere un pigmento semipermanente alla pelle.
Il microblading viene tipicamente utilizzato sulle sopracciglia per creare, migliorare o rimodellarne l'aspetto, in termini di forma e colore.
Il microblading differisce dal trucco permanente perché ogni pelo viene disegnato a mano, utilizzando una lama che crea sottili tagli nella pelle, invece i tatuaggi delle sopracciglia vengono eseguiti con una macchina e un ago singolo. La procedura deposita il pigmento nella regione superiore del derma, quindi si sbiadisce più rapidamente rispetto alle tecniche di tatuaggio tradizionali, che depositano il pigmento più in profondità.
Chi pratica microblading non è necessariamente un tatuatore, e viceversa, poiché le tecniche richiedono una formazione diversa.

## Utilizzo
Il microblanding dona un effetto molto realistico. Viene scelto per avere delle sopracciglia curate, definite e creare un’arcata sopraccigliare naturale, in cui vengono riempiti gli spazi vuoti che non valorizzano l’espressione ma contribuiscono a evidenziare un difetto estetico. Questa tecnica permette di dare armonia e allungare lo sguardo. Tali metodi possono risultare particolarmente utili in soggetti aventi le sopracciglia non molto folte, in casi di deformazioni estetiche, dettati ad esempio da cicatrici oppure semplicemente nel caso in cui si voglia evitare di ritoccarle giornalmente.

## Procedimento
La realizzazione avviene tramite uno stilo che, attraverso una sottile lama, applica incisioni sulla pelle permettendo l’inserimento della pigmentazione colorata, scelta in base al colore delle proprie sopracciglia. Questo pigmento di colore viene inserito in superficie.
Prima di sottoporsi al trattamento è opportuno che il soggetto interessato, insieme al consiglio del professionista, scelga la forma da realizzare, in base alle proprie proporzioni. Una volta realizzato il tatuaggio bisogna curarlo per ottenere un buon risultato. Nei giorni successivi è possibile osservare la comparsa di piccole croste, per questo è bene idratare accuratamente la zona.

## Durata
La durata di questo tatuaggio semipermanente non è uguale per tutti, perché dipende dal tipo di pelle del soggetto che si è sottoposto al trattamento. L'effetto di questo tatuaggio può essere prolungato sottoponendosi a dei ritocchi.
Il tipo di pigmentazione utilizzata e le abitudini quotidiane, oltre al tipo di pelle e al ricambio cellulare, possono incidere sulla durata del tatuaggio.

## Controindicazioni
Il trattamento estetico non è consigliabile per quelle persone che hanno problematiche a rischio durante e post trattamento: donne in gravidanza; diabete mellito (per difficoltà nella cicatrizzazione della pelle); patologie cardiovascolari che possono portare ad un eccessivo sanguinamento; allergie: in questi casi è consigliato fare un patch test per verificare eventuali reazioni avverse.
Un altro fattore da tenere in alta considerazione è il tipo di pelle. Questo trattamento infatti non è consigliabile per le pelli grasse, in quanto il tratto risulterà poco definito e col passare dei giorni si può deformare e perdere di linearità.